# Sport Comércio e Salgueiros
O Sport Comércio e Salgueiros, fundado em 8 de dezembro de 1911 é um clube multidesportivo português sedeado na freguesia de Paranhos, no Porto.
Desde o princípio da sua centenária história, o Salgueiros foi sempre um clube intrinsecamente popular, com um grande proximidade e ligação ao operariado e às classes mais populares da Invicta.
O clube teve durante muitos anos, mais concretamente nos que se seguiram à sua fundação, boas possibilidades de se afirmar como um clube de grande dimensão, pois possuía uma massa de adeptos e associados muito grande, equiparável à do FC Porto, tendo, no entanto, posteriormente, entrado num período de crise.
Foi também um clube politicamente ativo, na luta pela liberdade, tendo sido um dos símbolos da resistência antifascista, nomeadamente ao aceitar receber um comício da oposição ao regime salazarista, mais concretamente na candidatura de Norton de Matos à Presidência da República, tendo, consequentemente, sido votado ao ostracismo como castigo pelo regime salazarista.
Sendo um dos emblemas mais históricos de Portugal, é detentor de um historial marcado por grandes feitos e conquistas desportivas, entre as quais se destacam 24 presenças na 1ª Liga Portuguesa (15º clube português com mais participações), e 1 presença na Taça UEFA ,onde teve o privilégio de defrontar e de vencer um dos melhores jogadores de sempre da história do futebol, Zinédine Zidane. 
O Salgueiros sempre foi, ao longo da sua história, uma coletividade desportiva marcada pelo ecletismo, tendo já vigorado no clube diversas modalidades, entre as quais se destacam, pelos títulos conquistados, o Polo Aquático e o Andebol.
Sendo um dos clubes mais antigos de Portugal, é considerado o clube mais popular e bairrista da cidade do Porto.

## História
Decorria o ano de 1911, quando um grupo de amigos - Joaninha, Jorginho e Medina - resolveram fundar um clube de futebol e assim, junto do candeeiro 1047, entre as ruas da Constituição e Particular de Salgueiros, na freguesia de Cedofeita, nasce o sonho de um grupo de rapazes, o Sport Grupo e Salgueiros, esse mítico Clube da Cidade Invicta.
Embora já houvesse nome, era necessário dar forma à equipa! Com muita carolice, todas as noites após o trabalho e o jantar, os "rapazes" reuniam-se debaixo do candeeiro 1047 para debater e acertar ideias, e começar a construir o clube.
O Clube oficializa-se com os primeiros jogos, mas era necessário arranjar dinheiro para comprar camisolas e umas botas para os jogadores. Estava-se próximo do Natal de 1911 e os "rapazes" lembraram-se de organizar um grupo de Boas Festas e foram cantar as janeiras aos vizinhos de porta em porta, estendendo o boné Angariaram a modesta quantia de 2.800 Reis, o que lhes permitiu comprar a primeira bola de futebol.
Na época de 1916/17 o clube ostentava a designação de Sport Porto e Salgueiros, ficando esta mudança de nome a dever-se a uma questão de orgulho. E foi já sob a sua nova designação que o clube se viria a sagrar campeão do Porto na época 1917/18, à altura, o título mais importante de Portugal, a par do Campeonato de Lisboa. 
Em 1920 após uma profunda crise do Sport Porto e Salgueiros, o Clube decidiu fundir-se com o Sport Clube Comércio, outro clube da cidade, e surgiu então o Sport Comércio e Salgueiros como hoje conhecemos.  
A prestação do Salgueiros no Campeonato de Portugal ficou marcada por 9 participações e uma presenças nos quartos-de-final da competição na época de 1927/28, depois de uma vitória nos oitavos-de-final frente ao F.C. Porto (2-1) no Campo do Ameal.
Já relativamente às prestações no Campeonato do Porto, destacou-se e consolidou-se como o segundo clube do distrito, com grandes vitórias frente aos seus rivais diretos.
À época, o clube detinha já uma grande popularidade na cidade, tanta ou maior que a do seu rival F.C. Porto e atuando no belo Campo do Covelo, que era considerado naquela altura um dos melhores estádios do Norte do país, disponha, sempre, nas suas partidas, de um numeroso e entusiasta apoio por parte dos salgueiristas.
A estreia do Salgueiros na Primeira Divisão aconteceu na época 1943/44, tendo terminado o campeonato na 10 ª posição da tabela classificativa. Nos anos seguintes verificaram-se oscilações entre o primeiro e o segundo escalão portugueses, acabando por se consolidar na divisão principal na década de 80.   
A página mais dourada da história do clube foi escrita na época de 1990/91 com a obtenção do quinto lugar e consequente apuramento para a Taça UEFA. O popular clube de Paranhos viria a cair na 1 ª eliminatória aos pés da equipa francesa do Cannes, onde dava os primeiros passos um tal de Zinédine Zidane.
Viriam a seguir-se 12 anos consecutivos no escalão máximo do futebol português marcados por excelentes prestações desportivas, dos quais se destaca a sensacional época de 1996/97, com o Salgueiros a falhar dramaticamente o apuramento para a UEFA na última jornada, através de um penálti desperdiçado no último minuto de jogo no Estádio de S. Luís, em Faro, frente ao Farense. No entanto, dessa época ficarão para sempre na memória vitórias históricas nas Antas (1-2) e na Luz (3-4), jogos esses integrados num impressionante ciclo de 8 vitórias em 9 jogos! Foi também pontualmente a melhor época de sempre do Sport Comércio e Salgueiros (52 pontos).   
A última época na 1ª Liga viria a acontecer na época de 2001/2002 com o Salgueiros a classificar-se em 16º lugar, sendo assim despromovido à 2ª Liga.  

### Declínio e clube fénix
Depois do abandono do futebol sénior em 2004 devido a uma grave crise financeira, a equipa sénior do Salgueiros regressa à competição em 2008/09, com a participação na 2ª Divisão da A.F. Porto, com novo nome (Sport Clube Salgueiros 08) e novo emblema. Preservou a identidade Salgueiros e a cor vermelha dominante.  
Em 2011/12, o Salgueiros 08 alcançou a promoção à III Divisão Nacional. Um ano mais tarde, o clube foi promovido ao Campeonato Nacional de Seniores, onde se manteve até mudar de nome para Sport Clube Salgueiros na época de 2015/16. Nessa altura adotou um emblema parecido ao do S.C. Salgueiros original.
Essa foi a última temporada do clube fénix. Em 2016/17, recuperou o nome, bandeira, história e emblema do Sport Comércio e Salgueiros, conforme anunciado a 8 de dezembro de 2015 no 104º aniversário e inauguração da nova sede. Para o fazer, a aquisição dos elementos identitários foi negociada com o administrador de insolvência.

### O regresso
Desde que regressou como Sport Comércio e Salgueiros, o clube manteve-se duas épocas no Campeonato de Portugal, mas caiu para os distritais no fim de 2017/18. Depois de apenas duas temporadas, conseguiu de novo a subida para o futebol nacional, onde se mantém até hoje no quarto escalão (Campeonato de Portugal). Lutou pela subida à Liga 3 em 2021/22 e 2022/23, sem sucesso.
Atualmente, o S.C. Salgueiros joga os seus jogos caseiros no Complexo Desportivo de Campanhã. Em 2023, foi anunciado que o S.C. Salgueiros voltaria a ter um estádio próprio na Arca d'Água, mas ainda não existiram quaisquer desenvolvimentos até 2025. Encontra-se aprovado, no Plano Diretor Municipal, a construção de um estádio com 5 000 lugares.

## Institucional

### Condecorações
O Sport Comércio e Salgueiros, fundado a 8 de dezembro de 1911 é uma Agremiação de Utilidade Pública que conta com as seguintes honras: Membro-Honorário da Ordem do Infante D. Henrique (28 de Janeiro de 1987), Medalha de Mérito Desportivo e Medalha de Ouro da Cidade do Porto.

### Hino do clube
O Hino ou a Marcha do Salgueiros da autoria de José Guimarães e cantado na voz de Catalina Valero foi gravado, pela primeira vez, no ano de 1950.
Aqui fica a marcha do velho e popular clube de Paranhos:
I
Salgueiros da tradição/Tão velhinho e sempre novo
Tu vives no coração/Na alma do nosso Povo.
II
O teu passado de glória/Sempre em nós está presente
E a alegria da vitória/Até faz cantar a gente
Coro
Salgueiros, meu Salgueiros/Ontem hoje e sempre tu serás o mais bairrista
Salgueiros, meu Salgueiros/Vive no peito da gente sempre a alma salgueirista
III
A camisola encarnada/Do meu velhinho Salgueiros
Tem a tradição vincada/No coração dos tripeiros
Não há outro que te iguale/Nem com bairrismo mais forte
Ser salgueirista afinal/É ter a alma do Norte.

## Futebol

### Escalões de formação
O Sport Comércio e Salgueiros é reconhecido por ter, historicamente, uma das melhores escolas de formação do país. Foram milhares os jovens que, ao longo de décadas, revelaram e aprimoraram o seu talento no popular clube portuense, dos quais se destacam, pelas suas brilhantes carreiras, jogadores como Sá Pinto, Leão, André Silva, José Moreira (campeão europeu de sub-18), Nélson (campeão mundial de sub-20), Pelé, entre muitos outros.
O clube pode, igualmente, orgulhar-se da conquista por parte de uma equipa júnior, decorria o ano de 1991, do Torneio Internacional de Bordéus, ultrapassando, assim, grandes nomes do futebol europeu como o Den Haag, da Holanda e o Saragoça, de Espanha.
Habitualmente, disputa os campeonatos nacionais dos vários escalões de formação, contando, atualmente, com cerca de 400 atletas na sua escola, distribuídos pelos escalões de juniores, juvenis, iniciados e infantis.

### Presenças
| Continentais | Continentais           | Continentais | Continentais    |
|              | Competição             | Presenças    | Melhor posição  |
| ------------ | ---------------------- | ------------ | --------------- |
|              | Taça UEFA              | 1            | 1ª Eliminatória |
| Nacionais    |                        |              |                 |
|              | Competição             | Presenças    | Melhor posição  |
|              | Primeira Liga          | 24           | 5º              |
|              | Segunda Liga           | 43           | 1º              |
|              | Taça de Portugal       | 56           | 1/4             |
|              | Taça da Liga           | -            | -               |
|              | Campeonato de Portugal | 9            | 1/4             |
| Regionais    |                        |              |                 |
|              | Competição             | Presenças    | Melhor posição  |
|              | Campeonato do Porto    | 1            | 1º              |

#### Torneio de Macau
Presenças: 1

Melhor Época: 1997/98

Melhor Classificação: Vencedor

### Resultados históricos
- Dia 19 de Setembro de 1991, vitória no Estádio do Bessa frente ao AS Cannes por 1-0
- Dia 30 de Agosto de 1992, vitória no Estádio do Bessa frente ao Sporting por 2-0
- Dia 31 de Janeiro de 1993, vitória no Estádio de Alvalade frente ao Sporting por 1-0
- Dia 10 de Abril de 1994, vitória no Estádio Municipal Dr. José Vieira de Carvalho frente ao Benfica por 1-0
- Dia 28 de Fevereiro de 1995, vitória no Estádio Engenheiro Vidal Pinheiro frente ao Estrela da Amadora por 6-0
- Dia 12 de Janeiro de 1996, vitória no Estádio Municipal Dr. José Vieira de Carvalho frente ao Benfica por 4-2
- Dia 16 de Março de 1997, vitória no Estádio da Luz frente ao Benfica por 4-3 na época de 1996/97
- Dia 23 de Fevereiro de 1997, vitória no Porto frente ao Porto por 2-1 na época de 1996/97
- Dia 4 de Dezembro de 1998, vitória no Estádio Municipal Dr. José Vieira de Carvalho frente ao Sporting por 2-1

### Antigos treinadores
- Zoran Filipović
- Mário Reis
- Carlos Manuel
- Luís Norton de Matos

### Presidentes
| Período        | Presidente            | Feitos importantes |
| -------------- | --------------------- | ------------------ |
| 1984-1995      | Carlos Abreu          |                    |
| 1995-2004      | José António Linhares |                    |
| 2004-2005      | Jorge Viana           |                    |
| 2005-20014     | Carlos Abreu          |                    |
| 2014-2016      | António Maria         |                    |
| 2016-2019      | Silvestre Pereira     |                    |
| 2019- Presente | Gil Almeida           |                    |

## Polo aquático
O Salgueiros é o clube mais titulado da história do Polo Aquático em Portugal, contando no seu palmarés com 15 Campeonatos Nacionais (dos quais 12 conquistados de forma consecutiva), 14 Taças de Portugal e 7 Supertaças Nacionais, contando ainda com 10 presenças na Liga dos Campeões de Polo Aquático. É, também, dos clubes portugueses que há mais tempo pratica esta modalidade, tendo esta iniciado a sua atividade no clube nos longínquos anos de 1921/1922.

## Andebol
Esta modalidade abriu secção no clube na temporada de 1941-42, tendo vindo a tornar-se um dos desportos com maior tradição no clube. É um dos clubes portugueses com maior palmarés nesta modalidade, contando com 3 campeonatos nacionais (1 na atual variante de 7 na época de1952/1953 e 2 na variante de 11, em 1962/1963 e 1963/1964). Passaram, também, pelo clube grandes internacionais do Andebol Português, como é o caso de Joaquim Póvoas, Valdemar Castro, Agostinho, Canossa, entre muitos outros.

### Palmarés Andebol
- Andebol de 11 Seniores: Campeão Nacional da 1ª Divisão: 1964/65 e 1965/66
- Andebol de 11 Juniores: Campeão Nacional da 1ª Divisão: 1945/46
- Andebol de 7 Seniores: Campeão Nacional da 1ª Divisão: 1952/53; e da 3ª Divisão: 1980/81
- Andebol de 7 Juniores: Campeão Nacional da 2ª Divisão: 1994/95

## Futsal Veteranos
Época 2017/18
- Campeonato: 5º Classificado
- Vencedor da Taça Complementar 2017/18

Época 2018/19
- Campeão

## Outras Modalidades
Existem também, para além das acima referidas, outras modalidades com amplo historial no clube como é, por exemplo, o caso do ciclismo que teve durante muitos anos uma grande expressão no clube com o Salgueiros a registar reiterados êxitos em circuitos, grandes prémios, provas de pista e etapas da Volta a Portugal.
Também no Bodyboard, o clube teve nos seus quadros como atleta, Manuel Centeno, ex-campeão europeu e mundial de bodyboard, tendo vencido os ISA World Surfing Games 2006 a 22 de Outubro, em Huntington Beach, Califórnia, Estados Unidos.
O Atletismo é, igualmente, uma modalidade com legado no clube contando, no seu palmarés, com vários campeões nacionais. Para além disso é, também, responsável pela organização da Volta a Paranhos, a corrida mais antiga de Portugal de 10 km. 
Por último, o clube apostou num desporto diferente, Futebol Americano, onde os Salgueiros Renegades, nasceram. 

## Grupo Organizados de Adeptos
A Alma Salgueirista é o GOA do Salgueiros e foi fundada a 15 de Janeiro de 1985, por Jorge Viana.